# 嘉魯達印尼航空421號班機空難
嘉魯達印尼航空421號班機是嘉魯達印尼航空由馬塔蘭飛往日惹的一條定期航班，航程約為625公里。2002年1月16日，該航班在航行途中遇到嚴重的雷雨，造成兩個引擎都熄火， 引致於飛機尝试迫降到一條淺河但失敗墜毀。事故造成機上1人空中服務員罹難，以及多人受傷。

## 機組成員
該班機配有6名機組成員，包括兩名機師，機長Abdul Rozaq，印尼人，時年44歲，擁有14,020小時的飛行時數，其中有5,086小時是在波音737上完成飛行，副駕駛是Harry Gunawan，時年46歲，擁有7,137小時的飛行時數，兩人都是經驗豐富的飛行員

## 涉事客機
涉事客機機型為波音737-3Q8，註冊編號PK-GWA。該客機於1988年製造並於1989年交付。事發時是嘉魯達印尼航空首次有波音737客機飛行。

## 事發經過
涉事波音737–300客機在航行途中，機師可目測和從氣象雷達上均可見航班正在一片暴雷雨中飛行。他們嘗試在兩個雲團之間航行，之後客機進入了一片有暴雨和冰雹的雷雨區。約90秒後，客機由於機上兩個CFM56引擎都熄滅，導致由引擎推動的電力裝置失靈，而下降到19000呎。兩具引擎在熄滅前已經設定在慢車狀態。飛行員曾經兩至三次嘗試重啟引擎不果後，他們嘗試啟動輔助動力系統(APU)但失敗，此時機上失去了所有電力。（根據事後調查，發現鎳鎘電池因為維修不當而在不佳狀態。）副機師嘗試發報Mayday亦不果。當客機下降至約8000呎的雲層以下，機師看見梭羅河並決定襟翼和起落架收回迫降河上。儘管迫降前期過程順利，成功將機腹停在淺水中，但由於迫降時飛機與河面的巨大衝擊力導致飛機仍然墜毀，飛機尾部也嚴重受損並斷裂。

## 疏散與救援
只剩兩道機艙門可用於疏散，附近居民亦有協助救援。未有受傷的乘客和他們隨身物品暫時安置在附近的空屋，而受傷的乘客則被送往附近的診所。疏散後，機師透過電話聯絡日惹控制塔匯報緊急降落地點。救援隊在事發後兩小時抵達現場，將其餘乘客和機隊送往醫院。

## 機體受損與人員受傷情況
飛機在墜毀於河中之後，機腹多處發生了結構性斷裂和順壞，機尾受損尤為嚴重。因為著陸時將機鼻抬高，機尾先撞到河床。這導致飛機在機尾處受到巨大的衝擊力而部分解體，兩個坐在那裡的機艙服務員則在解體時被甩出飛機。受重傷的兩人均在機身後的河上被找到，其中一人罹難。另有十二名乘客受傷，而機師和另外兩名空中服務員則未有受傷。涉事客機則因損毀嚴重而報廢。

## 印尼國家交通安全委員會調查及報告
根據印尼國家交通安全委員會的最終報告，發現在機師訓練中並沒有正式的解讀天氣雷達影像訓練，而是只有飛行訓練。報告認為暴雨減弱了雷達信號，令到暴雨區看起來比實際上的降雨少。若機師有傾斜雷達，使它讀取地面的天氣狀況，他們就可能注意到飛行路線的潛在風險。來自駕駛艙的錄音夾雜著強烈的噪音，以及損毀的機鼻天線罩和引擎反映暴雨中夾雜著冰雹。報告得出結論，暴雨夾雜冰雹的密度超出了在慢車狀態的引擎的承受能力，引致熄火。

## 美國國家運輸安全委員會的注釋
隨後，美國國家運輸安全委員會給美國聯邦航空總署的安全建議信指出，據飛行紀錄儀的資料以及氣象衛星的影像顯示，肇事客機一開始改變航道以避開暴風雨時，就已經進入了暴風雷雨帶。建議信也指出波音737操作手冊對兩個引擎熄火的建議處理程序首先是啟動輔助動力系統，這會為重啟主要引擎提供額外動力。信中還有重提印尼國家交通安全委員會的評論，波音建議在中雨到大雨下，啟動主要引擎從全速到慢車需時約三分鐘，而機師只過了一分鐘便再重啟引擎。然而，涉事客機的電池被發現有問題，原本應當蓄滿24伏特的電池，事發前只有22伏特。也就是說，機師多次重啟引擎不果，已經用畢電池的電量，以致沒有電力啟動輔助動力系統。這也是當客機駛離暴雨區，仍然無法啟動引擎或輔助動力系統的原因。
信中亦向美國聯邦航空總署建議在中等到嚴重的降雨的情況下，機師應維持引擎有一定動力，以避免引擎熄火。

## 後續影響
嘉魯達印尼航空仍然沿用班機編號GA-421，但已改為登巴薩 - 雅加達航線，並且營運客機已改為空中巴士A330或波音777-300ER客機。嘉魯達印尼航空出資興建肇事地點附近道路的基建工程，以及多用途大樓和水庫，以答謝當地村民，事發時提供協助。

## 影視作品
此事被製作成紀錄片《空中浩劫》於第16季播出，標題為River Runway。

## 外部連結
- Final report– 印尼國家交通安全委員會 (（页面存档备份，存于）)
- Safety Recommendation – 國家運輸安全委員會
- Aviation Safety Network accident description（页面存档备份，存于）